# Groß Briesen (Friedland)
Groß Briesen (niedersorbisch Brjazyna) ist ein Ortsteil von Friedland im Landkreis Oder-Spree im Osten Brandenburgs.

## Geografie
Groß Briesen liegt im Norden der Niederlausitz, etwa 8,5 km östlich vom Hauptort Friedland. Zu dem Ort gehören zwei Weiler, nämlich das südlich gelegene Klein Briesen und das nördlich gelegene Oelsen mit dem Oelsener See. Durch alle drei Dörfer führt die Landesstraße 435.

## Geschichte
In der Zeit von 1961 bis 1962 und von 1969 bis 1970 erkundeten Fachleute des VEB Erdgas und Erdölerkundung Mittenwalde mit Hilfe großer Bohrtürme die Region in und um Groß Briesen, um Lagerstätten von Erdöl zu finden.

## Politik
In das Amt des Ortsvorstehers wurde Wolfgang Götze (ansässig in Oelsen) gewählt (Stand 2008).

## Kultur und Sehenswürdigkeiten

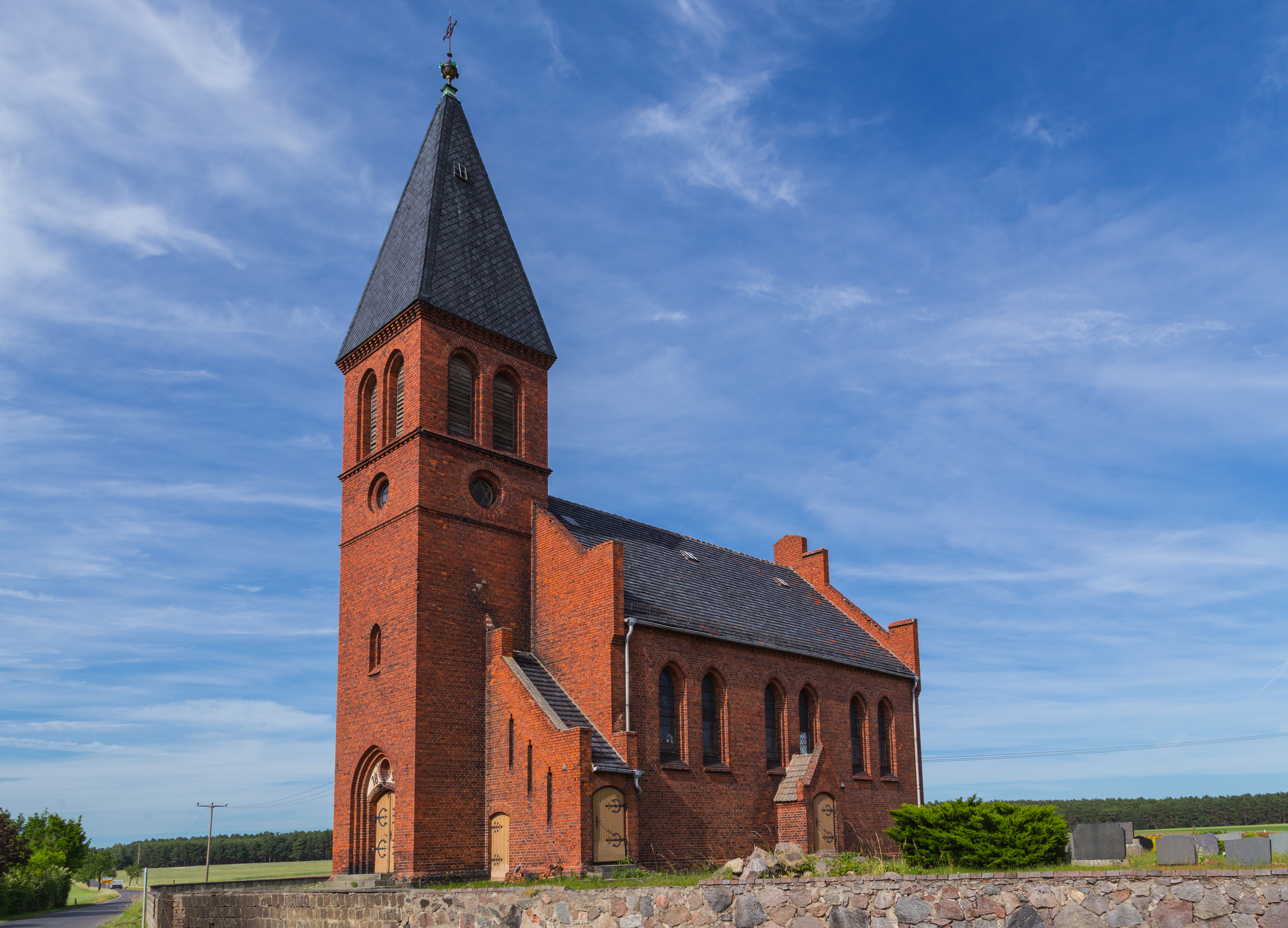
Dorfkirche Groß Briesen

### Groß Briesener Dorfkirche
Typisch für die Region befindet sich auch in Groß Briesen eine Dorfkirche, die 1893 aus Backsteinen im neogotischen Stil erbaut wurde. Das rechteckige Kirchenschiff ist mit einem Satteldach abgedeckt und die drei Seiten der Apsis schmücken bleiverglaste Fenster. Ebenfalls befinden sich an den Seiten paarig angeordnet je sechs spitzbogig verglaste Fenster. Auf der Westempore steht eine Orgel des Orgelbaumeisters Wilhelm Sauer, Frankfurt (Oder), Op. 612. Diese hat zwei Manuale, Pedal und neun Register und wurde 2006 generalüberholt. Unter der Westempore befindet sich die Winterkirche, da das Kirchenschiff selbst unbeheizt ist. Die Einrichtung datiert aus der Bauzeit der Kirche.
Die Kirche gehört zur Evangelischen Gesamtkirchengemeinde Beeskow.